# Сигалова, Алла Михайловна
А́лла Михайловна (Моисеевна) Сига́лова (род. 28 февраля 1959, Сталинград) — советский и российский хореограф, режиссёр, актриса, педагог. 
Заслуженный деятель искусств Российской Федерации. 
Заслуженная артистка РФ. 
Основатель и художественный руководитель первого в России частного театра современной хореографии «Независимая труппа Аллы Сигаловой».
Заведующая кафедрой «Пластического воспитания актёра» в Школе-студии МХАТ, преподаватель актёрского мастерства школы-студии МХАТ. Профессор.
Заведующая кафедрой «Современной хореографии и сценического танца» Российского института театрального искусства (ГИТИС), педагог Российского института театрального искусства (ГИТИС) с 1983 года. Профессор.
Лауреат национальной театральной премии РФ "Золотая маска".
Неоднократный лауреат Премии правительства Москвы.
Автор автобиографической книги "Счастье моё!" Издательство АСТ, год издания: 2019. 

## Биография
Родилась 28 февраля 1959 года в Сталинграде.
В 1978 году окончила Ленинградское академическое хореографическое училище имени А. Я. Вагановой — Академия русского балета им. А. Я. Вагановой, класс педагога народной артистки СССР Н. М. Дудинской.
В 1983 году окончила режиссёрский факультет ГИТИСа (педагоги А. В. Эфрос, И. М. Туманов).
С 1983 года — педагог Российской академии театрального искусства (ГИТИС).
1986—1989 годы — хореограф в театре Российский государственный театр «Сатирикон» им. А. Райкина.
1989—1999 годы — создатель и художественный руководитель первого в России частного театра современной хореографии «Независимая труппа Аллы Сигаловой».
2001 год — присуждение звания «Заслуженная артистка России».
С 2004 года — заведующая кафедрой «Пластическое воспитание актёра» школы-студии МХАТ.
С 2013 года — заведующая кафедрой «Современная хореография и сценический танец» в ГИТИСе.
С 2008 года — автор и ведущая программы о танце «Контрданс» на радио «Культура».
С 2006 по 2013 год — член жюри танцевального конкурса-телешоу «Танцы со звёздами» на телеканале «Россия 1».
С 2010 года — автор и ведущая цикла телевизионных программ «Глаза в глаза» на телеканале «Культура».
2011 год — ведущая телевизионного проекта канала «Культура» — «Вся Россия».
2011—2014 годы — ведущая телевизионного проекта канала «Культура» — «Большая опера».
2012 год — ведущая телевизионной программы и одна из креативных создателей телевизионной программы на телеканале «Культура» — «Большой балет».
2013 год — ведущая телевизионного проекта телеканала «Культура» — «Большой джаз».
2014 год — присуждение звания «Заслуженный деятель искусств РФ»
2015 год — главный хореограф проекта «Танцы со звёздами» на телеканале «Россия-1».
2017 год — участие в судействе нового танцевального шоу «Танцуют все!» на телеканале «Россия-1».
2020 и 2021 годы — участие в судействе танцевального шоу «Dance революция» на телеканале «Первый».
Лауреат премии «Золотая маска» — «За плодотворный синтез хореографии и драмы». 2006 год.

## Семья
Мать: Вьюгина Тамара Александровна — танцовщица, балетмейстер. Отец: Сигалов Михаил (Моисей) Петрович — пианист, педагог.
Вдова режиссёра Романа Козака (1957—2010). Дети: от первого брака — дочь Анна (род. 1982) и в браке с Романом Козаком — сын Михаил (род. 1994).

## Спектакли

### Работа режиссёра-постановщика и хореографа-постановщика (опера, балет, драма)
- 1984 — «Дневник обыкновенной девушки», по дневнику Нины Костериной, хореограф-постановщик. Театр им. Маяковского. Москва.
- 1985 — «Собор Парижской богоматери», по В. Гюго, хореограф-постановщик. Театр музыкальной комедии. Киев.
- 1986 — «Клоп», мюзикл муз. В.Дашкевича — текст Ю.Кима по пьесе В. Маяковского, хореограф-постановщик. Театр им. Маяковского. Москва.
- 1987 — «Не покидай меня весна» мюзикл на муз. В.Дашкевича и стихи Ю.Кима, хореограф-постановщик. Театр «Третье направление», Москва.
- 1988 — «Служанки», по Ж. Жене, реж. Р. Виктюк, хореограф-постановщик. Театр «Сатирикон». Москва.
- 1989 — «Затоваренная бочкотара» по В. Аксёнову, реж. Е.Каменькович, хореограф-постановщик. Театр-студия О. Табакова.
- 1989 — «Игра в прятки с одиночеством», хореографический спектакль на музыку композиторов XX века. Автор идеи, автор инсценировки, режиссёр-постановщик и хореограф. «Независимая труппа Аллы Сигаловой». Москва.
- 1989 — «Геркулес и Авгиевы конюшни», по Ф. Дюрренматту, реж. К.Райкин, хореограф-постановщик. Театр «Сатирикон». Москва.
- 1990 — «Отелло», хореографический спектакль на музыку Дж. Верди". Автор идеи, автор инсценировки, режиссёр-постановщик и хореограф. , «Независимая труппа Аллы Сигаловой». Москва.
- 1991 — «Пиковая дама», хореографический спектакль на музыку А. Шнитке, реж. Ю. Борисов. Автор идеи и инсценировки, хореограф-постановщик. «Независимая труппа Аллы Сигаловой».
- 1991 — «Саломея», хореографический спектакль по О. Уайльду, на музыку К. Шимановского и Э. Шоссона. Автор идеи, автор инсценировки, режиссёр-постановщик и хореограф. «Независимая труппа Аллы Сигаловой».
- 1992 — «Пугачёв», хореографический спектакль по С. Есенину, на музыку Ф. Генделя и А. Шнитке, Автор идеи, автор инсценировки, режиссёр-постановщик и хореограф. «Независимая труппа Аллы Сигаловой».
- 1993 — «La Divina», хореографический спектакль памяти М. Каллас. Автор идеи, автор инсценировки, режиссёр-постановщик и хореограф. «Независимая труппа Аллы Сигаловой».
- 1993 — «Ваятель масок», по Ф. Кроммелинку, на музыку К. Орфа, реж. Иван Поповски, хореограф-постановщик. «Независимая труппа Аллы Сигаловой». Москва.
- 1993 — «Страсти по Бумбарашу» Ю. Кима по А. Гайдару, муз. В. Дашкевича, реж. Владимир Машков, хореограф-постановщик. Театр-студия О. Табакова. Москва.
- 1994 — «Банан», по пьесе С. Мрожека, реж. Роман Козак, хореограф-постановщик, актриса. Театр Моссовета. Москва.
- 1994 — «Ивонна, принцесса Бургундии», по В. Гомбровичу, реж. Роман Козак, хореограф-постанорвщик. Государственный театр Нижней Саксонии, г. Ганновер. Германия.
- 1994 — «Танго», по С. Мрожеку, реж. Роман Козак, хореограф-постановщик. Муниципальный театр г. Нюрнберг. Германия.
- «Копилка», водевиль по Э. Лабишу, реж. Роман Козак, хореограф-постановщик. Муниципальный театр г. Льеж. Бельгия.
- 1995 — «Щелкунчик», балет на музыку П. ЧайковскогоАвтор идеи, автор инсценировки, режиссёр-постановщик и хореограф. , муниципальный Театр Современного Балета города Екатеринбурга. Екатеринбург.
- 1996 — «Пляска смерти» по пьесе А. Стриндберга, реж. Роман Козак, хореограф-постановщик. Рижский русский театр имени М. Чехова. Латвия.
- 1996. — «Циники», хореографический спектакль по А. Мариенгофу. Автор идеи и инсценировки, режиссёр-постановщик, хореограф-постановщик. «Независимая труппа Аллы Сигаловой».
- 1996 — «Дуэты», балет на музыку А.Тертеряна, Э.Сати, хореограф-постановщик. Литовский национальный театр оперы и балета. Вильнюс, Литва.
- 1997 — «Жёлтое танго», балет на музыку А. Пьяццоллы, хореограф-постановщик. Латвийская национальная опера, Рига, Латвия.
- 1998 — «Видения Иоанна Грозного», на музыку С. Слонимского, Самарский театр оперы и балета. Хореограф-постановщик. Самара.
- 1999 — «Травиата», опера на музыку Д. Верди. Дирижёр Е.Колобов. Режиссёр-постановщик. Театр «Новая опера», Москва.
- 2000 — «Болеро», балет на музыку М. Равеля. Дирижёр Г.Ринкявичус, хореограф-постановщик. Литовский национальный театр оперы и балета. Вильнюс. Литва.
- 2000 — «Эскизы к закату», хореографический спектакль на музыку Л. Десятникова, А. Пьяццоллы, Э. Сати. Хореограф-постановщик. Фестиваль. Костомукша.
- 2001 — «Семь смертных грехов», опера-балет по К. Вайлю и Б. Брехту. Режиссёр-постановщик и хореограф-постановщик. Литовский национальный театр оперы и балета, Вильнюс. Литва.
- 2001 — «Грёзы любви», хореографический спектакль на муз. европейского танго, театр эстрады. Автор идеи и инсценировки, режиссёр-постановщик, хореограф-постановщик. Исполнительница главной роли. Театр Эстрады. Москва.
- 2002 — «Красные и чёрные танцы», хореографический спектакль на музыку Л. Десятникова, А. Пьяццоллы, М. Равеля и А. Тертеряна, театральная антреприза «Ангар». Автор идеи и инсценировки, режиссёр-постановщик, хореограф-постановщик. Москва.
- 2002 — «Ночи Кабирии», музыкальная драма по мотивам одноимённого фильма Федерико Феллини. Автор идеи, автор инсценировки, режиссёр-постановщик и хореограф. Рижский театр русской драмы им. М.Чехова, Латвия.
- 2003 — «Свадебка» и «Поцелуй феи», балеты на музыку И. Стравинского, дир. Т. Курентзис. Автор идеи и инсценировки, режиссёр-постановщик, хореограф-постановщик. Новосибирский академический театр оперы и балета.
- 2004 — «Ночи Кабирии», музыкальная драма по мотивам одноимённого фильма Федерико Феллини. Автор идеи, автор инсценировки, режиссёр-постановщик и хореограф. театр им. А. С. Пушкина. Москва.
- 2004 — «Джан», по А. Платонову, реж. Роман Козак, хореограф-постановщик и исполнительница главной роли. Московский драматический театр им. А. С. Пушкина.
- 2005 — «Русские сезоны», балет на музыку Л. Десятникова, дирижёр Т.Курентзис. Хореограф-постановщик. Новосибирский академический театр оперы и балета.
- 2005 — «Фальстаф», хореография в опере Д. Верди, дирижёр В.Гергиев, режиссёр К. Серебренников. Хореограф-постановщик. Мариинский театр. Санкт-Петербург.
- 2006 — «Кончерто гроссо», балет на музыку Ф. Генделя (бенефис Игоря Зеленского). Хореограф-постановщик. Мариинский театр. Санкт-Петербург.
- 2006 — «Мадам Бовари», по одноимённому роману Г. Флобера. Автор идеи и инсценировки, режиссёр-постановщик, хореограф-постановщик. Театр им. А. С. Пушкина. Москва.
- 2006 — «Кармен. Этюды», по П. Мериме, хореографический спектакль на муз. Бизе-Щедрина. Дипломный спектакль Школы-студии МХТ. Автор идеи и инсценировки, режиссёр-постановщик, хореограф-постановщик, педагог. Гран-при международного фестиваля студенческих работ ВГИК им. Герасимова. «Золотая маска» — «За плодотворный синтез хореографии и драмы».
- 2008 год — Гран-при международного фестиваля студенческих спектаклей «Твой шанс» — 2008 год. МХТ им. А. П. Чехова
- 2007 — «Стравинский. Игры.», хореографический спектакль на музыку И. Стравинского, Школа-студия МХАТ. Автор идеи и инсценировки, режиссёр-постановщик, хореограф-постановщик, педагог. Премьера состоялась в центре Михаила Барышникова, Нью-Йорк. В 2008 году за спектакль «Стравинский. Игры» (дипломный спектакль школы-студии МХАТ, курс К. Райкина), получил Гран-при четвёртого международного фестиваля студенческих спектаклей «Твой шанс"-2008 и гран-при 28 международного фестиваля ВГИК в разделе театрального конкурса.
- 2008 — «Оffис», спектакль по пьесе Ингрид Лаузунд, реж. Роман Козак, хореограф-постановщик. Московский драматический театр им. А. С. Пушкина.
- 2008 — «Амадей», театрально-музыкально-пластический проект по мотивам маленькой трагедии «Моцарт и Сальери» А. С. Пушкина и произведений В. А. Моцарта и А. Сальери. Фестиваль «Преображение». Режиссёр-постановщик, автор инсценировки и хореограф. Ярославль.
- 2009 — «Бедная Лиза» — хореографическая новелла на музыку камерной оперы Л. Десятникова. Автор идеи и инсценировки, режиссёр-постановщик, хореограф-постановщик, исполнительница главной роли. Театр Наций. Москва. Спектакль-номинант на Национальную премию "Золотая маска" 2010.
- 2009 — «Игрок» по роману Ф.Достоевского, реж. Роман Козак, хореограф-постановщик. Театр «Дайлес». Рига, Латвия.
- 2009 — «Барышни из Вилко», спектакль по прозе Я. Ивашкевича. Режиссёр Алвис Херманис, хореограф-постановщик. Театр г. Модена. Италия.
- 2010 — «Жизель, или обманутые невесты» — хореографический спектакль на музыку А. Адана. Автор идеи и инсценировки, режиссёр-постановщик, хореограф-постановщик, педагог. Школа-студия МХАТ, Новая сцена МХАТ. Москва.
- 2010 — «После занавеса», по пьесам Антона Чехова и Брайена Фрила, реж. Е. Каменькович, хореограф-постановщик. Московский театр «Мастерская Петра Фоменко».
- 2011 — «Отелло» — хореографический спектакль на музыку И. С. Баха, Я. Ксенакиса, А. Тертеряна по трагедии Уильяма Шекспира. Автор идеи и инсценировки, режиссёр-постановщик, хореограф-постановщик. Латвийская национальная опера, Рига. Латвия.
- 2011 — «Casting/Кастинг», спектакль по мотивам либретто Дж. Кирквуда A chorus line. Режиссёр Ю.Еремин, хореограф-постановщик и исполнительница главной роли. Театр Моссовета. Москва.
- 2012 — «Окончательный монтаж» — хореографический спектакль по альбому Pink Floyd «The final cut». Автор идеи и инсценировки, режиссёр-постановщик, хореограф-постановщик, педагог. Дипломный спектакль Школы-студии МХАТ.
- 2013 — фильм-спектакль «Окончательный монтаж» — по хореографическому спектаклю на музыку альбома Pink Floyd «„The final cut“», телеканал «Культура».
- 2014 — «Енуфа» — опера Л. Яначека, хореограф-постановщик, театр Ля Моне (Королевская опера), г. Брюссель. Хореограф-постановщик, совместная работа с режиссёром Алвисом Херманисом, Бельгия.
- 2014 — «Ханума» — джаз-комедия по пьесе А. Цигарели, музыка Г. Канчели, режиссёр-постановщик и хореограф, Рижский русский театр им. Михаила Чехова, Латвия.
- 2014 — «Окончательный монтаж» — пластический спектакль по альбому Pink Floyd «The final cut». Автор идеи и инсценировки, режиссёр-постановщик, хореограф-постановщик. Дипломный спектакль Гарвардского университета, Бостон. США.
- 2014 — «Щелкунчик-опера» — опера на музыку балета П. И. Чайковского «Щелкунчик». Автор идеи (совместно с П. Каплевичем), режиссёр-постановщик, хореограф-постановщик. Театр «Новая опера», Москва.
- 2014 — «МР3 Равель» — хореографический спектакль на музыку Мориса Равеля. Автор идеи и инсценировки, режиссёр-постановщик, хореограф-постановщик, педагог. Школа-студия МХАТ, на сцене ЦИМ, Москва.
- 2015 — «Енуфа» — опера Л. Яначека, хореограф-постановщик, совместная работа с режиссёром Алвисом Херманисом. Болонская муниципальная опера. Болония. Италия.
- 2015 — «Пять рассказов о любви» — по прозе И. Бунина, музыка С. Рахманинова, хореографический спектакль школы-студии МХАТ. Москва. Автор идеи и инсценировки, режиссёр-постановщик, хореограф-постановщик, педагог. Новая сцена МХАТ, Москва.
- 2015 — «Баллада» — одноактный балет на музыку Б. Юсупова и С. Рахманинова, хореограф-постановщик, премьера на «Кремлин-гала», Кремлёвский Дворец Съездов. Москва.
- 2015 — «Осуждение Фауста» — опера Г. Берлиоза, хореограф-постановщик, совместная работа с режиссёром Алвисом Херманисом. Opéra National de Paris, сцена Opéra Bastille, Франция.
- 2016 — «Двое Фоскари» — опера Д. Верди, хореограф-постановщик, совместная работа с режиссёром Алвисом Херманисом. La Scala, Милан, Италия.
- 2016 — «Енуфа» — опера Л. Яначика, хореограф-постановщик, совместная работа с режиссёром Алвисом Херманисом. Театр оперы и балета. Познань (Польша).
- 2016 — «Путешествие в Twin Peaks» — фантазия на темы сериала Дэвида Линча «Twin peaks», музыка Анджело Бадаламенти. Автор идеи и инсценировки, режиссёр-постановщик, хореограф-постановщик, педагог. Школа-студия МХАТ, Москва.
- 2016 — «Любовь Данаи» — опера Р. Штрауса, хореограф-постановщик, совместная работа с режиссёром Алвисом Херманисом. Зальцбургский международный музыкальный фестиваль — Salzburger festspiele, Зальцбург. Австрия.
- 2016 — «Любить» — спектакль по пьесе В. Токаревой «Ну, и пусть». Режиссёр-постановщик и хореограф, Рижский русский театр им. Михаила Чехова, Латвия.
- 2016 — «Мадам Баттерфляй» — опера Д. Пуччини, хореограф-постановщик, совместная работа с режиссёром Алвисом Херманисом. Ла Скала, Милан, Италия.
- 2017 — «Кармен» — хореографические этюды на музыку Ж. Бизе. Автор идеи и инсценировки, режиссёр-постановщик, хореограф-постановщик. Дипломный спектакль Гарвардского университета, Бостон. США.
- 2017 — «Бесприданница», А. Н. Островский. Режиссёр Алвис Херманис, хореограф-постановщик. Burgtheater г. Вена. Австрия.
- 2017 — «Катерина Ильвовна» — хореографическая драма в двух частях по очерку Н. С. Лескова «Леди Макбет Мценского уезда». Автор идеи и инсценировки, режиссёр-постановщик, хореограф-постановщик. Московский театр п/р О. Табакова, сцена на Сухаревской. Москва.
- 2018 — «Я не боюсь сказать» — хореографический дипломный спектакль на современную музыку. Автор идеи и инсценировки, режиссёр-постановщик, педагог, хореограф-постановщик. Школа-студия МХАТ. Москва.
- 2018 — «Моя прекрасная леди» — музыкальный спектакль по пьесе «Пигмалион» Джорджа Бернарда Шоу, автор — Алан Джей Лернер, музыка Фредерика Лоу. Режиссёр-постановщик и хореограф, Рижский русский театр им. Михаила Чехова. Латвия.
- 2018 — «XX век. Бал» — автор либретто (в соавторстве с К. Л. Эрнстом). Режиссёр-постановщик, хореограф и саунд-дизайнер, МХТ им. А. П. Чехова, Москва.
- 2019 — «Моя прекрасная леди» — музыкальный спектакль по пьесе «Пигмалион» Джорджа Бернарда Шоу, автор — Алан Джей Лернер, музыка Фредерика Лоу. Режиссёр-постановщик и хореограф, Московский театр О. Табакова, сцена на ул. Сухаревской. Москва.
- 2019 — «Ромео и Джульетта» — хореографическая драма по пьесе В. Шекспира. Автор идеи и инсценировки, режиссёр-постановщик, хореограф-постановщик, педагог. Школа-студия МХАТ. Новая сцена МХТ им. Чехова. Москва.
- 2020 — «Моя прекрасная леди» — музыкальный спектакль по пьесе «Пигмалион» Джорджа Бернарда Шоу, автор — Алан Джей Лернер, музыка Фредерика Лоу. Режиссёр-постановщик и хореограф, Русский театр Эстонии. Таллин. Эстония.
- 2021 — «Мне 20 лет» — музыкальный спектакль по мотивам прозы Геннадия Шпаликова, музыка советских композиторов. Автор идеи и инсценировки, режиссёр-постановщик, хореограф-постановщик, режиссёр-педагог. Школа-Студия МХАТ. Москва.
- 2021 — «Страсти по Бумбарашу» — музыкальный спектакль по пьесе Ю. Кима, музыка — Вл. Дашкевич; режиссёр-постановщик В. Машков, хореограф-постановщик А. Сигалова, театр О. Табакова. Москва.
- 2021 — «Магия целого» — первоначальное название — «Магия маски», хореографический спектакль, созданный для «Декабрьских вечеров Святослава Рихтера» в ГМИИ им. А. С. Пушкина. Музыка — Ираиды Юсуповой. Автор либретто, хореограф-постановщик, исполнительница женской роли — А. Сигалова. ГМИИ им. А. С. Пушкина. Москва.
- 2022 — «Страсти. Вопросы» — драматический спектакль по Евангелию по Матфею, музыка И-С.Баха. Автор идеи и инсценировки, режиссёр-постановщик, хореограф-постановщик. Школа-Студия МХАТ. Новая сцена МХТ им. Чехова. Москва.
- 2022 — «Анна» — драматический спектакль по роману Л. Н. Толстого «Анна Каренина». Автор инсценировки, режиссёр-постановщик, исполнительница роли судьи — А. Сигалова. Фестиваль «Коллекция».
- 2023 — «Енуфа» — опера Л. Яначека. Хореограф-постановщик. Латвийская Национальная Опера. Рига. Латвия.
- 2023 — «Двое Фоскари» — Д. Верди. Хореограф-постановщик. Оперный театр — Театр Карло Феличе. Генуя. Италия.
- 2023 — «Каренина. Процесс» — Драматический спектакль по роману Л. Н. Толстого «Анна Каренина». Автор инсценировки, режиссёр-постановщик, исполнительница роли Прокурора. Театр Наций. Москва.
- 2023 — «Магия целого»—Вторая редакция (бенефис Владимира Шклярова) хореографический спектакль, созданный для «Декабрьских вечеров Святослава Рихтера» в ГМИИ им. А. С. Пушкина. Музыка — Ираиды Юсуповой. Автор либретто, хореограф-постановщик, исполнительница женской роли — А. Сигалова. Светлановский зал Дома Музыки. Москва.
- 2023 — «Нунча» — мультижанровый, литературный музыкально-хореографический спектакль по мотивам рассказа М. Горького «Нунча». Совместно с Московским симфоническим оркестром — дирижёр И. Рудин. Автор идеи и инсценировки, режиссёр-постановщик, хореограф-постановщик и исполнительница главной роли. Концертный зал «Зарядье». Москва.
- 2025 — «Щастье!» музыкальный спектакль Ю.Кима по произведениям В. В. Маяковского, музыка В.Дашкевича. Режиссёр-постановщик и хореограф-постановщик. Театр Моссовета. Москва.
- 2025 — «8 разгневанных женщин» спектакль по пьесе Р.Тома. Режиссёр-постановщик, хореограф-постановщик, музыкально-звуковое оформление спектакля, исполнительница роли Бланш. Московский Художественный Театр им. А. П. Чехова. Москва.

### Работа на телевидении, радио, шоу-программах
- Хореограф-постановщик эстрадных программ Лаймы Вайкуле (с 1995 года) и Анжелики Варум, а также многих телевизионных шоу-программ на первом канале: «Старые песни о главном-2», «Старые песни о главном-3», новогоднего шоу на НТВ, ведущая новогодних и других телевизионных шоу-проектов на телеканале «Культура».

С 2008 года автор и ведущая программы о танце «КОНТРДАНС» на радио «Культура».
С 2007 по 2011 год — член жюри танцевального конкурса-телешоу «Танцы со звёздами» на телеканале «Россия 1».
С 2010 года — автор и ведущая цикла телевизионных программ «Глаза в глаза» на телеканале «Культура».
2011 год — ведущая телевизионного проекта канала «Культура» — «Вся Россия».
2011—2014 годы — ведущая телевизионного проекта канала «Культура» — «Большая опера».
2012 год — ведущая и одна из креативных создателей телевизионной программы на телеканале «Культура» — «Большой балет».
2013 год — ведущая телевизионного проекта телеканала «Культура» — «Большой джаз».
2015 год — главный хореограф проекта «Танцы со звёздами» на телеканале «Россия-1».
2017 год — участие в судействе нового танцевального шоу «Танцуют все!» на телеканале «Россия-1».
2020 год — участие в судействе танцевального шоу «Dance революция» на телеканале «Первый».
2021 год — участие в судействе танцевального шоу «Dance революция» на телеканале «Первый».
ПЕДАГОГИЧЕСКАЯ РАБОТА ЗА РУБЕЖОМ
- 1988 — педагогические семинары в театральном колледже Бостона (США).
- 1989 — педагогические семинары в театральном институте Кракова (Польша).
- 1990 — театральная педагогическая практика, Нью-Йорк (США).
- 1991 — педагогические семинары в Эмерсон-колледже, Бостон (США).
- 1992 — педагогические семинары в университете Аризоны, Финикс (США).
- 1995 — мастер-классы в муниципальном театре Нюренберга (Германия).
- 1996 — мастер-классы в муниципальном театре Льежа (Бельгия).
- 2012 — постановка дипломного спектакля в театре ART при Гарвардском университете, Бостон (США).
- 2014 — постановка дипломного спектакля в театре ART при Гарвардском университете, Бостон (США).
- 2016 — постановка дипломного спектакля в театре ART при Гарвардском университете, Бостон (США).
- 2018 — постановка дипломного спектакля в театре ART при Гарвардском университете, Бостон (США).

## Фильмография
- 1978 — «Любовь моя, печаль моя» — Киностудия «Мосфильм», роль: Ширин (озвучивает Е. Коренева)
- 1979 — «Расколотое небо» — Киностудия имени А. Довженко, роль: Катя
- 1980 — «Платон мне друг» — Киностудия имени А. Довженко, роль: Вика
- 1999 — «Небо в алмазах» — Киностудия «Мосфильм», реж. В. Пичул, роль: Нина
- 2023 — «Единица Монтевидео» — реж. Т.Лютаева.
- 2023 — «Балет» — сериал, реж. Е. Сангаджиев, роль: Рута Майерс
- 2024 — «Ночной танец», реж. М. Тройник, роль: Галина Михайловна
- 2024 — «Тайны Карениной» сериал, реж. И. Юдин, роль: хореографа и Егора Корсунского
- 2024 — «Чужие деньги» сериал, реж. И. Твердохлебов
- 2024 — «Жар» сериал, реж. А. Аксененко
- 2025 — «Самая умная улица в мире» документально-игровой фильм, реж. И.Вдовин

## Награды и премии
- Орден Дружбы (19 декабря 2019 года) — за большой вклад в развитие отечественной культуры и искусства, многолетнюю плодотворную деятельность[5]
- Заслуженный деятель искусств Российской Федерации (2 мая 2014 года) — за достигнутые трудовые успехи, значительный вклад в социально-экономическое развитие Российской Федерации, реализацию внешнеполитического курса Российской Федерации, заслуги в гуманитарной сфере, укреплении законности и правопорядка, активную общественную деятельность, многолетнюю добросовестную работу[6]
- Заслуженная артистка Российской Федерации (23 декабря 2001 года) — за заслуги в области искусства[7]
- Премия правительства Российской Федерации 2013 года в области культуры — за создание телевизионной программы «Большой балет»[8]
- Премия «Золотая маска», 2008 год — «За плодотворный синтез хореографии и драмы».
- Премия фестиваля «Интерподиум», 1989 год — «Лучший спектакль» за спектакль «Независимой труппы Аллы Сигаловой» — «Игра в прятки с одиночеством».
- На Московском фестивале «Подиум-89» спектакль «Игра в прятки с одиночеством» получил высшую награду.
- «Отелло» — гран-при фестиваля современного искусства в Коста-Рике (1993).
- Премия Москвы 1991 год — «Лучший спектакль» за спектакль «Независимой труппы Аллы Сигаловой» — «Отелло».
- Лучший хореограф в драматическом театре 1997 года — Spēlmaņu nakts («Ночь лицедеев») — главная ежегодная театральная премия Латвии.
- Гран-при международного фестиваля студенческих работ ВГИК им. Герасимова — 2007 год — за дипломный спектакль школы-студии МХАТ «Кармен.Этюды».
- Гран-при международного фестиваля студенческих спектаклей «Твой шанс» — 2007 год — за дипломный спектакль школы-студии МХАТ «Кармен.Этюды».
- Гран-при четвёртого международного фестиваля студенческих спектаклей «Твой шанс» — 2008 год — за дипломный спектакль школы-студии МХАТ — «Стравинский. Игры».
- Благодарность министра культуры Российской Федерации за работу на проектах телеканала «Культура», 2013 год.
- Премия «Лучший хореограф» — Spēlmaņu nakts («Ночь лицедеев») — главная ежегодная театральная премия Латвии. За хореографию в спектакле Романа Козака «Пляска смерти». 1997 год, Латвия.
- Премия «Лучший балетный спектакль года» — «Отелло», в театральном сезоне 2011—2012 годов, Латвийская национальная опера, Латвия.
- «Лучший спектакль сезона» — спектакль «Любить» по пьесе В. Токаревой в Рижском русском театре им. М. Чехова признан лучшим в сезоне 2016—2017 годов.
- Премия правительства Москвы 2018 года за создание спектакля «Катерина Ильвовна» в Московском театре Олега Табакова.